# Romulea melitensis
Romulea melitensis ist eine Pflanzenart aus der Gattung Scheinkrokusse (Romulea) in der Familie der Schwertliliengewächse (Iridaceae). Die Art kommt ausschließlich auf den maltesischen Inseln Malta und Gozo sowie auf Sizilien vor.

## Merkmale
Romulea melitensis ist eine ausdauernde krautige Pflanze, die Wuchshöhen von 15 bis 40 Zentimeter erreicht. Dieser Geophyt bildet Knollen als Überdauerungsorgane, diese sind klein und eiförmig und bilden bereitwillig Ableger. Der Blütenschaft ist kürzer als die 5 bis 10 Zentimeter langen, festen Blätter. Die beiden Hochblätter sind krautig, nur das obere besitzt gelegentlich einen häutigen Blattrand.
Die Blütezeit reicht von Februar bis März. Die Blütenstände tragen ein bis drei Blüten. Die Blütenhüllblätter sind 15 bis 22 Millimeter lang. Sie sind dunkel violett bis lila. Die Chromosomenzahl beträgt 2n=60.

## Vorkommen
Romulea melitensis galt lange als ausschließlich in Malta heimisch. 2009 jedoch konnte sie auch in Sizilien nachgewiesen werden. Sie besiedelt trockenen, felsigem Untergrund.

## Systematik und botanische Geschichte
Die Art wurde 1907 von Augusto Béguinot erstbeschrieben, der Artname melitensis ist eine latinisierte Form des Namens "Malta" und verweist auf die Heimat der Art. Eng verwandt ist Romulea ramiflora, beide Arten gehören zur Gruppe um Romulea columnae.

## Nachweise
1. ↑  Romulea. In: POWO = Plants of the World Online von Board of Trustees of the Royal Botanic Gardens, Kew: Kew Science, abgerufen am 24. Juli 2018.
2. 1 2 3  S.M. Haslam, P.D. Sell, P.A. Wolseley: A Flora of the Maltese Islands, Msida (Malta), 1977, S. 401
3. ↑  Cristian Brullo, Salvatore Brullo & Gianpietro Giusso del Galdo (2009): Sulla presenza in Sicilia di Romulea melitensis (Iridaceae) specie critica della flora mediterranea. In: Simonetta Peccenini, Gianniantonio Domina (Hrsg.): Gruppi critici della Flora d’Italia. Comunicazioni. Dipartimento di Biologia Vegetale, La Sapienza Università di Roma, 30-31 ottobre 2009. Società Botanica Italiana, Palermo, ISBN 978-88-903108-2-9 (PDF online)
4. ↑  Hans Christian Weber, Bernd Kendzior: Flora of the Maltese Islands - A Field Guide, ISBN 3-8236-1478-9, S. 22